# Deerhoof
Deerhoof är ett punk-tweepop-noiserockband från San Francisco, USA. Bandet bildades 1994, och består av Greg Saunier på trummor, Satomi Matsuzaki som sångare, gitarrist och basist samt John Dieterich och Ed Rodriguez på gitarr.

## Album
Studioalbum
- Dirt Pirate Creed LP (1996)
- The Man, the King, the Girl CD (1997)
- Holdypaws CD (1999)
- Halfbird CD (2001)
- Reveille CD/LP (2002)
- Apple O' CD/LP (2003)
- Milk Man CD/LP (2004)
- The Runners Four CD/LP (2005)
- Green Cosmos CD (2005)
- Friend Opportunity CD/LP (2007)
- Offend Maggie (2008)
- Deerhoof vs. Evil (2011)
- 99% Upset Feeling MP3 album (2011)
- Breakup Song CD/LP (2012)
- La Isla Bonita (2014)

Livealbum
- Live, Koalamagic CD (2001)

Singlar/EP (urval)
- For Those Of You On Foot EP (1995)
- Return Of The Wood M'Lady (1995)
- Come See The Duck (1998	)
- C / Surprise Symphony (2002)
- My Pal Foot Foot (2002)
- Se Piangi, Se Ridi (2005)
- The Perfect Me (2006)
- Super Duper Rescue Heads! (2011)

Delade album med andra artister
- Basement Party (2000) (Deerhoof / Nautical Almanac vs. Bullroarer)
- Deerhoof / Fat Worm Of Error (2007) (Deerhoof / Fat Worm Of Error)
- Don't Look Back (2011) (The Flaming Lips / Dinosaur Jr / Deerhoof)

## Bildgalleri

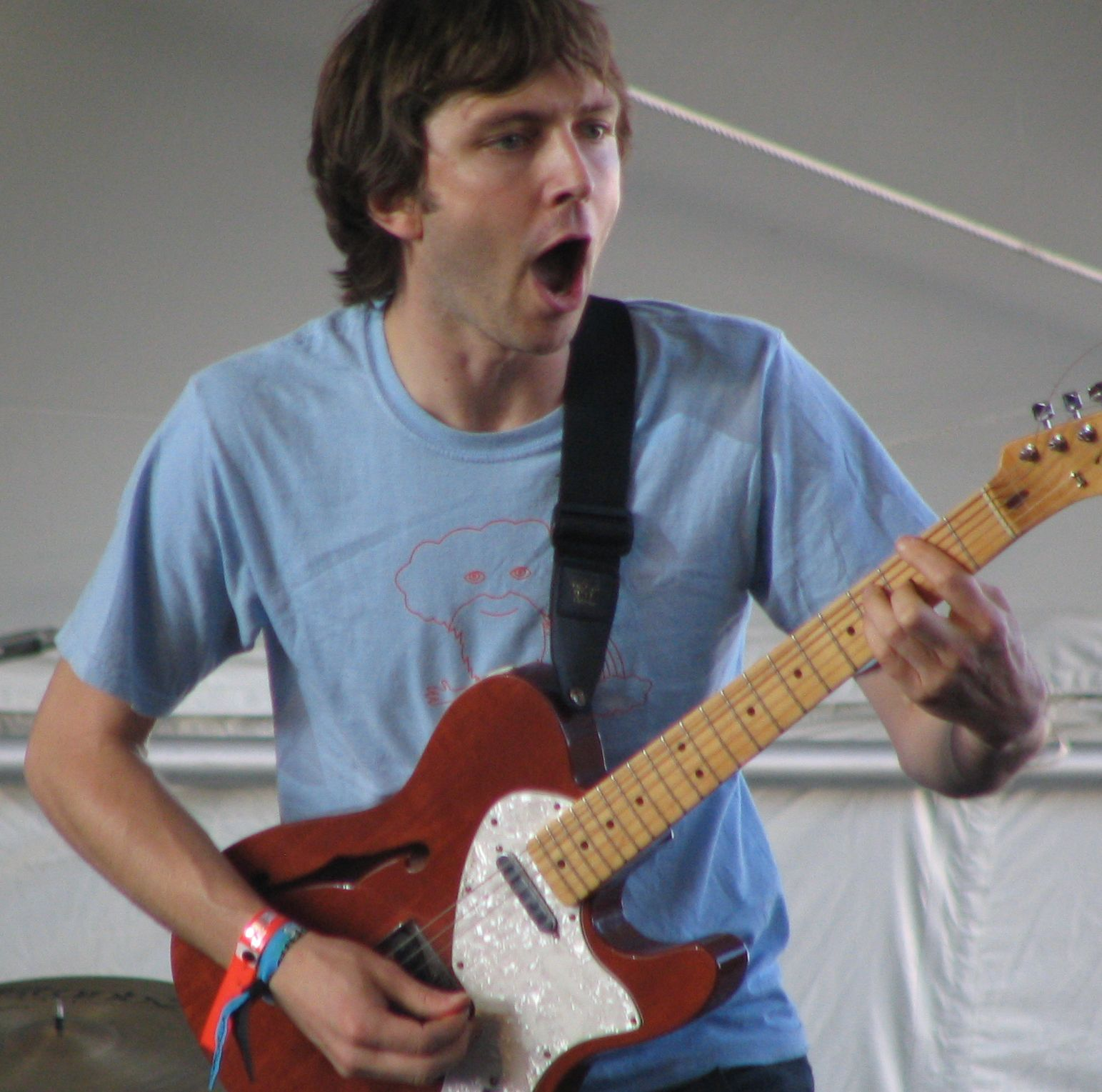
John Dietrich på Coachella Valley Music and Arts Festival 2006
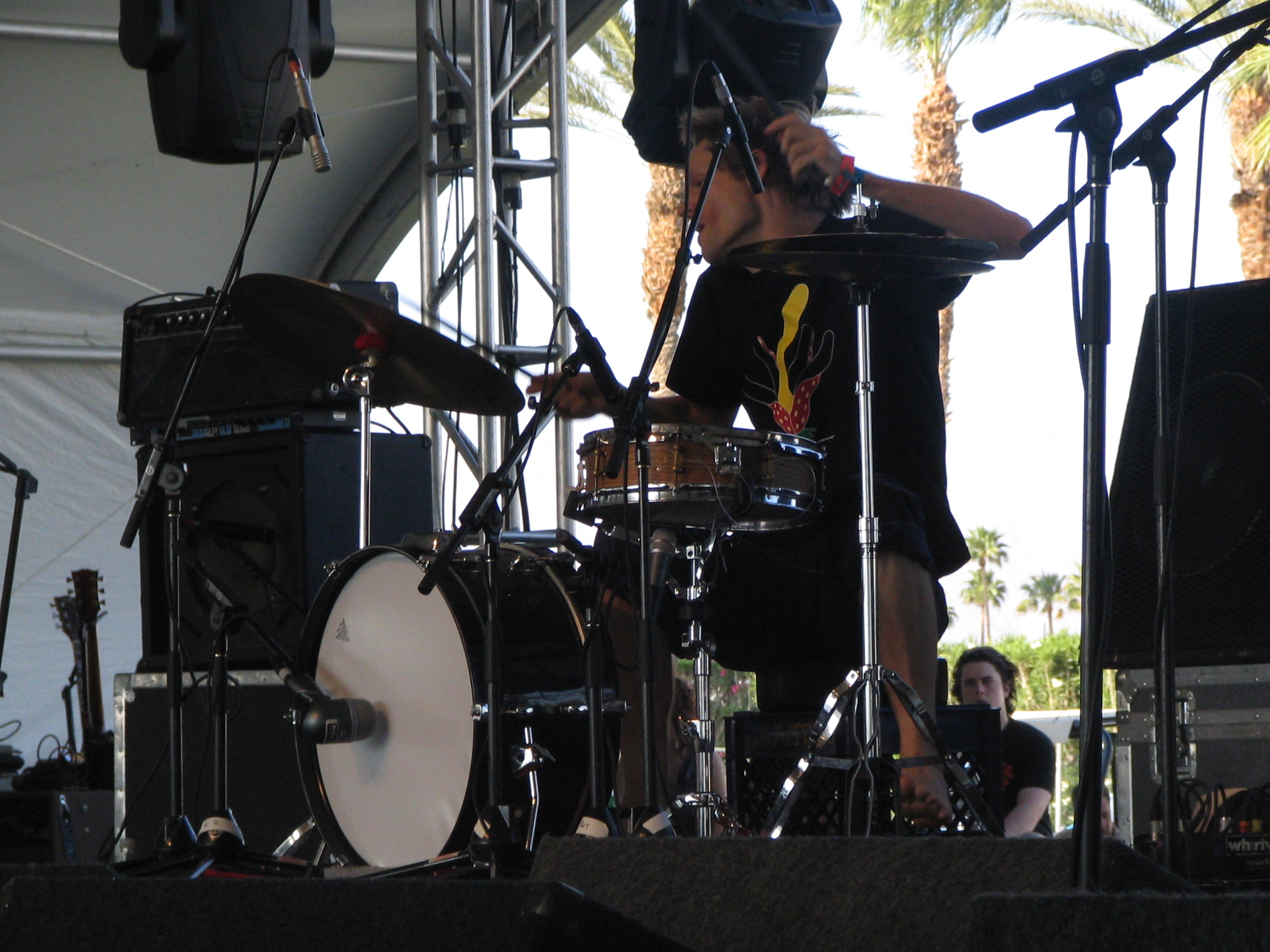
Greg Saunier 2006
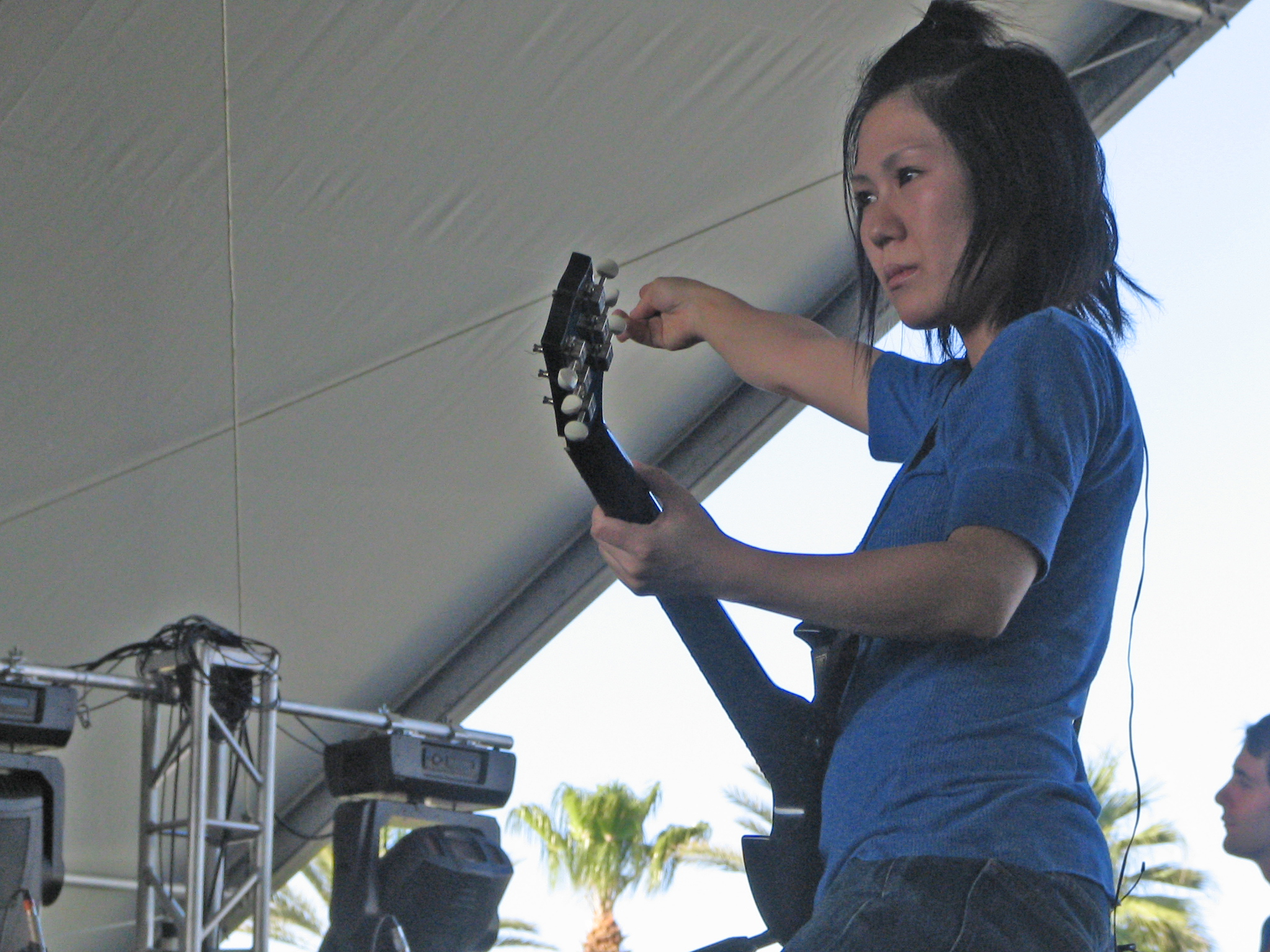
Satomi Matsuzaki 2006
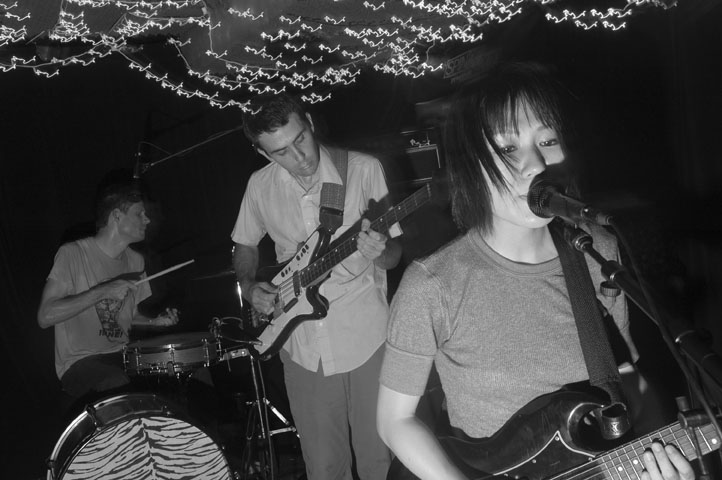
Deerhoof 2007